# Lieven Vandersypen
Lieven Mark Koen Vandersypen  (* 19. September 1972 in Löwen) ist ein belgischer Ingenieur und Pionier bei der Realisierung von Quantenrechnern.

## Biographie
Vandersypen studierte Maschinenbau an der Katholischen Universität Löwen (Master-Abschluss 1996) und Elektrotechnik an der Stanford University, an der er 1997 seinen Master-Abschluss erhielt und 2002 promoviert  wurde. Die Dissertation entstand teilweise bei IBM, wo er auch eine Weile noch forschte. Ab 2001 war er an der TU Delft, zuerst bei Leo Kouwenhoven, ab 2003 als Leiter einer eigenen Forschungsgruppe, erhielt ein Vidi-Stipendium und untersuchte damit Spins in Halbleitern. Ab 2006 war er dort Assistenzprofessor (Hoofdocent) und ab 2007  Antoni van Leeuwenhoek Professor für Quanten-Nanowissenschaften am Kavli-Institut in Delft. 2014 war er einer der Gründer des QuTech Forschungszentrums. Ab 2017 war er Ko-Direktor des Kavli-Instituts für Nanowissenschaft in Delft. Ab 2020 war er außerdem Forschungsdirektor von QuTech.
2010 war er zu einem Sabbatjahr am MIT und 2015 an der University of New South Wales.

## Werk
In seiner Dissertation demonstrierte er die Realisierung des Faktorisierungsalgorithmus von Shor (mit Faktorisierung von 15) auf einem 7 Qubit-Quantencomputer basierend auf Kernspins in einem Molekül (auf NMR-Basis).
2006 gelang ihm mit seiner Gruppe als Erster den Quantenzustand einen einzelnen Elektronenspin (in einem Quantenpunkt) zu kontrollieren und 2011 gelang ihnen als Erster die Korrelation zweier Elektronenspins in einem Quantenpunkt zu messen (single-shot-Messung eines Zwei-Qubit Zustands).
2008 zeigte er, dass doppelschichtigem Graphen in einem elektrischen Feld senkrecht zur Graphenfläche zu einem Halbleiter wird, was potentielle Anwendungsmöglichkeiten in der Elektronik (Feldeffekttransistoren) eröffnete.
2018 realisierte er Quantenrechner auf Basis von Spins in Quantenpunkten. Seine Gruppe zeigte dabei die Quantenwechselwirkung eines Elektronenspins in einem Quantenpunkt mit einem Mikrowellenphoton.
2020 simulierte er mit einem Netz von Quantenpunkten eine theoretisch vorhergesagte exotische Form von Magnetismus.
Er ist einer der Wissenschaftler hinter Quantum Inspire, einem Online Demonstrationsprojekt für einen Quantencomputer, der zwei Qubits nutzt.

## Auszeichnungen
2007 erhielt er einen ERC Starting Grant und 2020 einen ERC Advanced Grant. 2008 erhielt er den Nicholas Kurti Wissenschaftspreis und den IUPAP Young Scientist Prize. 2015 erhielt er ein niederländisches Vici-Stipendium für das Studium von Quantensimulation mit Quantenpunkten und begann eine langjährige Partnerschaft mit Intel. 2021 erhielt er den Spinoza-Preis, 2024 wurde er zum Mitglied der Königlich Niederländischen Akademie der Wissenschaften gewählt.

## Schriften (Auswahl)
Falls nicht in den Fußnoten zitiert.
- mit Isaac Chuang, Seth Lloyd, Xinlan Zhou, Debbie W Leung: Experimental realization of a quantum algorithm, Nature, Band 393, 1998, S. 143–146, Arxiv, (Quantencomputer mit NMR)
- mit L. P. Kouwenhoven u. a.: Quantum Computing with Electron Spins in Quantum Dots, in: Quantum Computing and Quantum Bits in Mesoscopic Systems, Kluwer 2002,  Arxiv
- mit J. M. Elzerman, Leo Kouwenhoven u. a.: Single-shot read-out of an individual electron spin in a quantum dot, Nature, Band 430, 2004, S. 431–435, Arxiv
- mit I. L. Chuang: NMR techniques for quantum control and computation, Reviews of Modern Physics, Band 76, 2005, S. 1037, Arxiv
- mit R. Hanson, L. P. Kouwenhoven, J. R. Petta, S. Tarucha: Spins in few-electron quantum dots, Reviews of Modern Physics, Band 79, 2007, S. 1217, Arxiv
- mit T. F. Watson u. a.: A programmable two-qubit quantum processor in silicon, Nature, Band 555, 2018, S. 633–637, Arxiv
- mit Mark Eriksson: Quantum computing with semiconductor spins, Physics Today, Band 72, Nr. 8, 2019, S. 38.
- mit W. I. L. Lawrie u. a.: Quantum Dot Arrays in Silicon and Germanium, Appl. Phys. Lett., Band 116, 2020, S. 080501,  Arxiv